# Обійко
Обійко (рос. Обийко) — хутір у Куйбишевському районі Ростовської області Росії. Входить до складу Кринично-Лузького сільського поселення.

## Географія
Географічні координати: 47°49' пн. ш. 39°10' сх. д. Часовий пояс — UTC+4.
Хутір Обійко розташований на південному схилі Донецького кряжу. Відстань до районного центру, села Куйбишева, становить 19 км. На східній околиці хутора протікає річка Правий Тузлів.

### Урбаноніми
- вулиці — Котовського[2].

## Населення
За даними перепису населення 2010 року на території хутора проживало 34 особи. Частка чоловіків у населенні складала 41,2 % або 14 осіб, жінок — 58,8 % або 20 осіб.